# SECR-Klasse D

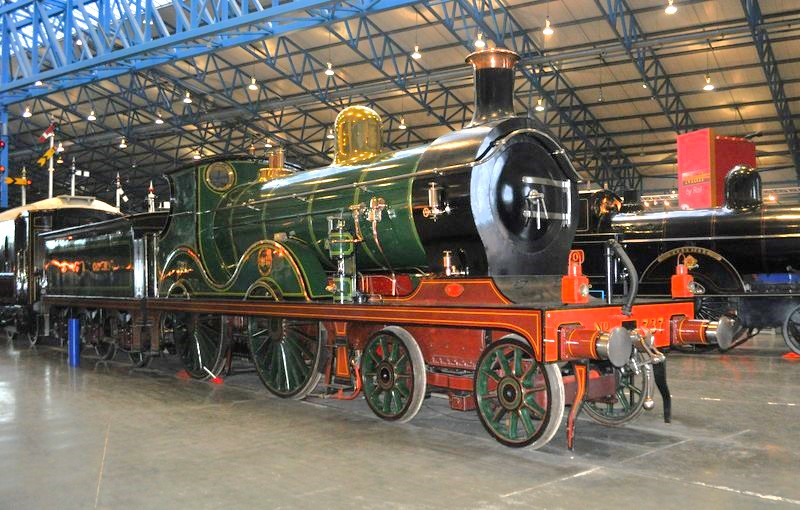
SECR-Klasse D Nr. 737 in York

Die Klasse D der South Eastern and Chatham Railway (SECR) war eine Baureihe von 51 Schlepptenderlokomotiven, die von fünf verschiedenen Herstellern gebaut wurden. Diese Lokomotiven mit der Achsfolge 2’B (American) wurden von Harry Wainwright, dem Locomotive and Carriage Superintendent der SECR, entworfen, um die kleinen und veralteten Lokomotiven der London, Chatham and Dover Railway (LC&DR) und South Eastern Railway (SER) durch leistungsfähigere Typen zu ersetzen, die für den Schnellzugverkehr geeigneter waren. Die robusten und zuverlässigen Maschinen waren bis in die 1950er Jahre im Dienst; die modernisierten Lokomotiven der Klasse D1 sogar bis 1961.

## Geschichte

### Bau
Die bislang konkurrierenden Bahnen LC&DR und SER gründeten 1899 die Betreibergesellschaft SECR, in die beide Bahnen ihre Betriebs- und Technikabteilungen integrierten. Wainwright entwarf drei Baureihen zum Ersatz der alten Lokomotiven: die D-Klasse für den Schnellzugverkehr, die R1-Klasse für den Regionalverkehr und die Klasse C für den Güterverkehr. Die Konstruktion erfolgte überwiegend in der ehemaligen Technikabteilung der Longhedge-Werkstätte der LC&DR in Battersea, London.
Die erste Lokomotive wurde 1901 vom Erbauer Sharp, Stewart & Co. ausgeliefert und unterschied sich radikal in Aussehen und Details von den Lokomotiven, die bis anhin bei der SER oder der LCDR eingesetzt waren. Die in Grün lackierten Lokomotiven, mit Kesselringen und Dampfdomverkleidung aus poliertem Messing, wurden weithin für ihr Design gelobt, was das Ansehen der beiden kleinen Eisenbahngesellschaften verbesserte. Der kupferne Schornsteinaufsatz verlieh den Lokomotiven den Spitznamen „Coppertops“ ein. Die Lokomotive Nr. 735 wurde 1901 auf der Glasgow International Exhibition ausgestellt.
Die Lokomotiven der Klasse D wurden von verschiedenen Herstellern gebaut: Sharp, Stewart & Co. lieferte 1901 neun weitere Lokomotiven, während die hauseigene Werkstatt in Ashford bis 1902 zehn Lokomotiven und in den Jahren 1902 und 1903 weitere elf Lokomotiven lieferte. Dübs and Company lieferte 1903 zehn Stück, während die Stephenson and Company sowie die Vulcan Foundry im gleichen Jahr jeweils fünf Stück lieferten. Insgesamt wurden zwischen 1901 und 1907 51 Lokomotiven gebaut. Die nachfolgende Baureihe war die mit einer Belpaire-Feuerbüchse ausgestattete Klasse E, die ab 1908 geliefert wurde.

### Betrieb
Die Lokomotiven der Klasse D wurden vor den Boat trains eingesetzt, die London mit den Häfen Dover und Folkestone verbanden. Diese Züge erschienen mit den neuen Wagen sehr elegant.
Im Jahr 1907 wurde die Lokomotive Nr. 247 mit einer versuchsweise verlängerten Rauchkammer ausgestattet, die sich als erfolgreich erwies und daraufhin auch in die anderen Lokomotiven der Baureihe eingebaut wurde.

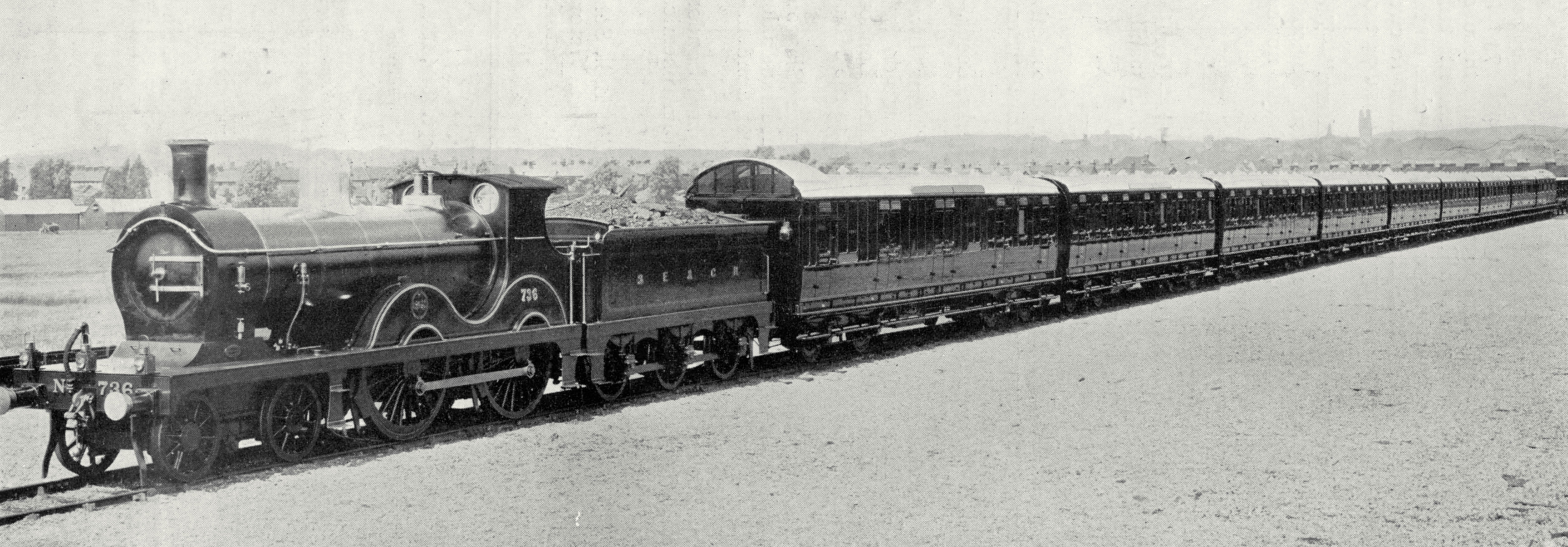
Boat train von 1905 mit Klasse D Nr. 736 (1905)

### Umbau zur Klasse D1

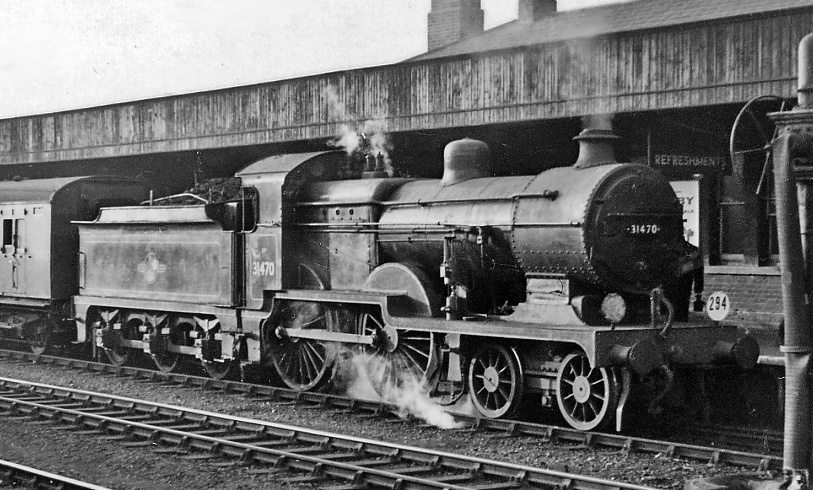
D1 Nr. 470 als BR D1 Nr. 31470

Als Richard Maunsell die Nachfolge von Wainwright antrat, stattete er 21 Lokomotiven mit neuen Kesseln aus, die eine Belpaire-Feuerbüchse, einen Überhitzer und eine größere Rauchkammer erhielten. Auch das Führerhaus wurde erneuert, sodass lediglich das Fahrwerk von den D-Lokomotiven übernommen wurde, dessen Triebwerk jedoch Kolbenschieber erhielt. Die umgebauten Lokomotiven wurden in die Klasse D1 eingeordnet. Aus Kapazitätsgründen wurden die ersten zehn Lokomotiven im Jahr 1921 nicht in der hauseigenen Werkstatt in Ashford umgebaut, sondern bei Beyer, Peacock & Co. in Gorton bei Manchester. Der Umbau war so erfolgreich, dass 1923 zwei weitere Maschinen sowie in den Jahren 1926 und 1927 neun zusätzliche in Ashford umgebaut wurden. Die Lokomotiven der D1-Klasse wurden auf der Chatham Main Line eingesetzt.

### Southern Railway, British Railways und Ausmusterung
Mit der Zusammenlegung der Eisenbahngesellschaften in Großbritannien wurden die Lokomotiven 1923 in die Southern Railway (SR) übernommen. In den ersten Jahren der SR kamen die Lokomotiven der Klasse D weiterhin im Schnellzugdienst zum Einsatz. Mit dem Erscheinen größerer Lokomotiven begannen sich die Einsätze der Klasse D auf die Strecken der South Central Division der SR auszuweiten, die zuvor von der ehemaligen London, Brighton and South Coast Railway betrieben worden waren.
Nach dem Zweiten Weltkrieg gelangten noch 28 Lokomotiven der Klasse D zu British Railways. Von 1944 bis 1956 wurden alle nicht umgebauten Lokomotiven der Klasse D ausrangiert, während die letzten elf Lokomotiven der Klasse D1 erst 1961 aus dem Dienst genommen wurden. Die nicht umgebaute Lokomotive der D-Klasse mit der Nr. 737 ist erhalten geblieben und im National Railway Museum in York ausgestellt.

## Technik

### Klasse D
Die Lokomotiven der Klasse D hatten die Achsfolge 2’B (American) und verfügten über ein Zweizylinder-Triebwerk, das als Innentriebwerk ausgeführt war. Die ebenfalls innenliegende Stephenson-Steuerung trieb die Flachschieber der inneren Steuerung an. Der schmale Stehkessel mit runder Decke war zwischen den beiden Kuppelachsen angeordnet und war auf dem Rücken mit einem flachen Sattel ausgestattet, der die beiden Ross-Pop-Sicherheitsventile trug. Der Langkessel war ohne Überhitzer ausgeführt. Die letzten elf Lokomotiven, die in den Jahren 1906 und 1907 in Ashford gebaut wurden, erhielten einen Schlepptender mit einem vergrößerten Wasservorrat. Äußerlich waren die Lokomotiven an dem gerade durchlaufenden Umlaufblech zu erkennen, auf dem die beiden Radschutzkästen der Kuppelräder aufgesetzt waren, die Aussparungen für die Kurbelzapfen der Kuppelstangen aufwiesen. Die obere Kante der Radschutzkästen hatte eine geschwungene Führung, die in die vertikalen Kanten der Eckpfosten des Führerhauses überging. Die Kontur des hinteren Radschutzkastens wurde durch ein Farbband an der Seitenwand des Führerhauses angedeutet. Die Lokomotiven hatten bei der SECR ein rotes Untergestell und grüne Aufbauten. 

### Klasse D1
Der Umbau der Lokomotiven zur Klasse D1 umfasste neue Kessel mit Maunsell-Überhitzer, Belpaire-Feuerbüchsen, Kolbenschieber in den Triebwerken sowie neue Führerhäuser. Durch die Belpaire-Feuerbüchse erhielt die Lokomotive eine um etwa 20 % größere Strahlungsheizfläche, und die langhubigen Kolbenschieber ermöglichten das Fahren mit kleineren Füllungen in den Zylindern, was zu einer Einsparung von Kohle führte. Um den Dampfsammelkasten des Überhitzers unterzubringen, wurde die Rauchkammer vergrößert.
Äußerlich wichen die D1-Lokomotiven stark vom Erscheinungsbild der Klasse D ab. Der Umlauf verlief nun durchgehend horizontal bis kurz vor der ersten Kuppelachse, wo er sich eng nach oben bog und eine Kante oberhalb der Kurbelzapfen der Kuppelräder erreichte. Von dort aus führt er gerade bis zu einer Kante hinter der zweiten Kuppelachse, wo er mit dem Träger unter dem Führerhaus zusammentraf. Dieser Träger verlief zunächst horizontal auf der Höhe des Umlaufs und bog dann stark nach oben, bis er mit der Kante des Umlaufs über den Kurbelzapfen zusammentraf. Durch diese Konstruktion entfielen die Aussparungen für die Kurbelzapfen in den Radkästen, sodass diese gerade Seitenwände aufwiesen.

## Nummern
Die Nummern wurden nicht in geschlossenen Blöcken vergeben; lediglich die ersten 15 Lokomotiven bilden einen geschlossenen Block. Auch die Höhe der Betriebsnummer lässt keine Rückschlüsse auf das Alter der Lokomotive zu.
| Hersteller      | Baujahr | SECR Nr. | SR Nr. | BR Nr. | Umbau zur D1 | Umbau durch         | Ausmusterung |
| --------------- | ------- | -------- | ------ | ------ | ------------ | ------------------- | ------------ |
| Sharp Stewart   | 1901    | 727      | 1727   | 31727  | 1923         | Ashford             | 1961         |
| Sharp Stewart   | 1901    | 726      | 1726   | 31726  |              |                     | 1947         |
| Sharp Stewart   | 1901    | 728      | 1728   | 31728  |              |                     | 1953         |
| Sharp Stewart   | 1901    | 729      | 1729   | 31729  |              |                     | 1954         |
| Sharp Stewart   | 1901    | 730      | 1730   | 31730  |              |                     | 1951         |
| Sharp Stewart   | 1901    | 731      | 1731   | 31731  |              |                     | 1951         |
| Sharp Stewart   | 1901    | 732      | 1732   | 31732  |              |                     | 1951         |
| Sharp Stewart   | 1901    | 733      | 1733   | 31733  |              |                     | 1953         |
| Sharp Stewart   | 1901    | 734      | 1734   | 31734  |              |                     | 1955         |
| Sharp Stewart   | 1901    | 735      | 1735   | 31735  | 1921         | Beyer, Peacock & Co | 1961         |
| Ashford         | 1901    | 736      | 1736   | 31736  | 1927         | Ashford             | 1950         |
| Ashford         | 1901    | 737      | 1737   | 31737  |              |                     | 1956         |
| Ashford         | 1902    | 738      | 1738   | 31738  |              |                     | 1950         |
| Ashford         | 1902    | 739      | 1739   | 31739  | 1927         | Ashford             | 1961         |
| Ashford         | 1902    | 740      | 1740   | 31740  |              |                     | 1951         |
| Ashford         | 1902    | 246      | 1246   | 31246  | 1921         | Beyer, Peacock & Co | 1961         |
| Ashford         | 1902    | 57       | 1057   | 31057  |              |                     | 1951         |
| Ashford         | 1902    | 487      | 1487   | 31487  | 1921         | Beyer, Peacock & Co | 1961         |
| Ashford         | 1902    | 488      | 1488   | 31488  |              |                     | 1956         |
| Ashford         | 1902    | 490      | 1490   | 31490  |              |                     | 1951         |
| Dübs & Co       | 1903    | 75       | 1075   | 31075  |              |                     | 1956         |
| Dübs & Co       | 1903    | 92       | 1092   | 31092  |              |                     | 1951         |
| Stephenson & Co | 1903    | 741      | 1741   | 31741  | 1927         | Ashford             | 1959         |
| Dübs & Co       | 1903    | 145      | 1145   | 31145  | 1923         | Ashford             | 1961         |
| Dübs & Co       | 1903    | 247      | 1247   | 31247  | 1921         | Beyer, Peacock & Co | 1961         |
| Dübs & Co       | 1903    | 489      | 1489   | 31489  | 1921         | Beyer, Peacock & Co | 1961         |
| Dübs & Co       | 1903    | 492      | 1492   | 31492  | 1927         | Ashford             | 1960         |
| Dübs & Co       | 1903    | 494      | 1494   | 31494  | 1921         | Beyer, Peacock & Co | 1960         |
| Stephenson & Co | 1903    | 742      | 1742   | 31742  |              |                     | 1944         |
| Stephenson & Co | 1903    | 743      | 1743   | 31743  | 1927         | Ashford             | 1960         |
| Dübs & Co       | 1903    | 493      | 1493   | 31493  |              |                     | 1954         |
| Dübs & Co       | 1903    | 501      | 1501   | 31501  |              |                     | 1953         |
| Dübs & Co       | 1903    | 502      | 1502   | 31502  | 1921         | Beyer, Peacock & Co | 1951         |
| Stephenson & Co | 1903    | 744      | 1744   | 31744  |              |                     | 1953         |
| Stephenson & Co | 1903    | 745      | 1745   | 31745  | 1927         | Ashford             | 1951         |
| Vulcan Foundry  | 1903    | 746      | 1746   | 31746  |              |                     | 1954         |
| Vulcan Foundry  | 1903    | 747      | 1747   | 31747  | 1921         | Beyer, Peacock & Co | 1944         |
| Vulcan Foundry  | 1903    | 748      | 1748   | 31748  |              |                     | 1951         |
| Vulcan Foundry  | 1903    | 750      | 1750   | 31750  |              |                     | 1953         |
| Vulcan Foundry  | 1905    | 749      | 1749   | 31749  | 1921         | Beyer, Peacock & Co | 1961         |
| Ashford         | 1906    | 470      | 1470   | 31470  | 1926         | Ashford             | 1959         |
| Ashford         | 1906    | 509      | 1509   | 31509  | 1927         | Ashford             | 1960         |
| Ashford         | 1906    | 545      | 1545   | 31545  | 1921         | Beyer, Peacock & Co | 1961         |
| Ashford         | 1906    | 549      | 1549   | 31549  |              |                     | 1956         |
| Ashford         | 1906    | 577      | 1577   | 31577  |              |                     | 1956         |
| Ashford         | 1907    | 505      | 1505   | 31505  | 1927         | Ashford             | 1961         |
| Ashford         | 1907    | 574      | 1574   | 31574  |              |                     | 1956         |
| Ashford         | 1907    | 586      | 1586   | 31586  |              |                     | 1955         |
| Ashford         | 1907    | 477      | 1477   | 31477  |              |                     | 1951         |
| Ashford         | 1907    | 496      | 1496   | 31496  |              |                     | 1955         |
| Ashford         | 1907    | 591      | 1591   | 31591  |              |                     | 1955         |

Quelle der Tabelle: 